# Admirał Sieniawin
Admirał Sieniawin – rosyjski pancernik obrony wybrzeża. Siostrzanymi jednostkami były „Admirał Uszakow” i „Generał-Admirał Apraksin”. Podczas bitwy pod Cuszimą toczonej w ramach wojny rosyjsko-japońskiej zdobyty 28 maja 1905 przez Japończyków i wcielony do Japońskiej Cesarskiej Marynarki Wojennej, gdzie otrzymał imię „Mishima” (jap. 見島 Mishima).
Podczas bitwy cuszimskiej Japończycy zdobyli także „Apraksina” zmieniając mu nazwę na „Okinoshima”. „Admirał Uszakow” również uczestniczący w tej bitwie zatonął w wyniku poważnych uszkodzeń.
Budowę „Admirała Sieniawina” rozpoczęto w 1892 r. w Nowej Stoczni Admiralicji w Petersburgu. Nazwano go na cześć admirała Dmitrija Nikołajewicza Sieniawina, dowódcy floty bałtyckiej na przełomie lat dwudziestych i trzydziestych XIX wieku. Do służby w Rosyjskiej Cesarskiej Marynarce Wojennej wszedł w 1895 r. Po przejęciu przez Japończyków został sklasyfikowany jako okręt obrony wybrzeża drugiej kategorii. Okrętowi nadano nazwę wyspy na Morzu Japońskim.
1 kwietnia 1921 r. „Mishima” został przeklasyfikowany na bazę okrętów podwodnych. Okręt został wycofany ze służby 10 października 1935. Zatonął jako okręt-cel dla strzelań artyleryjskich we wrześniu 1936 r.